# Adrienne Rivera
Adrienne Rivera (...) è un'ex sciatrice alpina statunitense paralimpica, che ha rappresentato gli Stati Uniti nello sci alpino paralimpico ai Giochi paralimpici invernali del 1994 a Lillehammer, vincitrice di una medaglia d'oro e una medaglia di bronzo.

## Biografia
Le è stato diagnosticato un cancro alle ossa e di conseguenza ha perso una gamba all'età di 14 anni. Dopo la sua carriera sportiva è diventata ingegnera aerospaziale.

## Carriera
Alle Paralimpici invernali del 1994 a Lillehammer Rivera ha vinto la medaglia d'oro nello slalom gigante nella categoria LW2 e la medaglia di bronzo nel superG LW2.
Rivera ha anche gareggiato nella discesa libera femminile LW2 e nello slalom speciale LW2, senza aver vinto una medaglia.

## Palmarès

### Paralimpiadi
- 2 medaglie:
  - 1 oro (slalom gigante LW2 a Lillehammer 1994)
  - 1 bronzo (supergigante LW2 a Lillehammer 1994)